# مس‌اشتتن
شهر مس‌اشتتن (به آلمانی: Meßstetten) در ایالت بادن-وورتمبرگ در کشور آلمان واقع شده‌است.